# 西林肯
西林肯（英語：West Lincoln）是加拿大安大略省南部尼亞加拉區一鄉（township），坐落尼亞加拉半島中部，北接格里姆斯比鎮和林肯鎮，東鄰皮拉姆鎮，東南及韋恩費利特鄉，西南臨哈爾迪曼德縣，西北面則與哈密爾頓市為鄰。據2011年加拿大人口普查所示，西林肯鄉內有13837名居民。鄉內要道為尼亞加拉區20號區道（即前安大略20號省道），呈東西走向連接尼亞加拉瀑布城和哈密爾頓，而鄉內的主要聚落亦大多坐落此道路之上，包括其行政中心史密夫維爾（Smithville）。
1970年1月1日，安大略省政府改革尼亞加拉半島上的地方政府，此帶地域所在的林肯縣與隔鄰的威蘭縣合併成新的尼亞加拉區，而西林肯鄉則於同日成立，由南格里姆斯比鄉（South Grimsby）、開斯托鄉（Caistor）和蓋恩斯伯勒鄉（Gainsborough）合併而成。

## 外部連結
- 维基共享资源上的相關多媒體資源：西林肯鄉

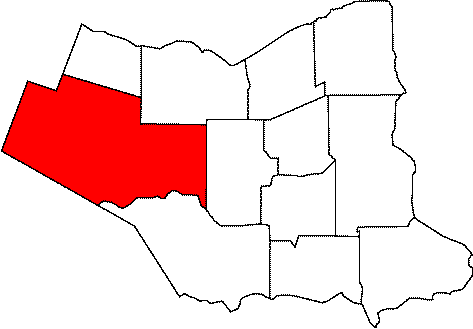
西林肯在尼亞加拉區內的位置

- （英文）Township of West Lincoln （页面存档备份，存于）－西林肯鄉政府官方網站